# Moore's Island
Moore's Island (aussi appelée Mores Island) est une île des Bahamas située dans l'ouest de l'archipel des îles Abacos. La principale agglomération de l'île s'appelle Hard Bargain.
L'île est peu touristique à cause du manque d'eau potable et elle vit principalement de la pêche. L'île n'a pas d'habitants permanents, mais abrite de façon saisonnière des pêcheurs bahaméens et des touristes.
L'île a subi d'importants dégâts en 2004, lors du passage des ouragans Frances et Jeanne.

## District
Moore's Island est l'un des 32 districts des Bahamas. Il est composé de l'île de Moore's island ainsi que des îlots alentour et porte le  numéro 20 sur la carte.

## Sources
- Statoids.com